# Nuno Ferreira Filipe
Nuno Ferreira Filipe, OH (Vale Tacão, Santa Catarina da Serra, Leiria, 22 de Novembro de 1924 – São Domingos de Benfica, Lisboa, 26 de Agosto de 2011) foi um sacerdote católico português.
O Padre Nuno Filipe destacou-se enquanto comunicador e, enquanto escritor e jornalista desenvolveu extensa produção publicada colaborando em dezenas de revistas e jornais, e versando várias áreas: vida de S. João de Deus, história da Ordem Hospitaleira, hospitalidade, teologia, pastoral, pedagogia, e principalmente muitas centenas de ensaios e artigos de formação, reflexão e opinião.
Nas palavras de Aires Gameiro, "Pode-se dizer que foi o Irmão de São João de Deus em Portugal que mais divulgou a vida e obra de São João de Deus e mais apresentou as várias facetas da vocação do Irmão de São João de Deus com a particularidade que a viveu sempre de alma e coração na fidelidade e na generosidade".

## Biografia
Nascido em 1924, Nuno Ferreira Filipe ingressou no Noviciado da Ordem Hospitaleira de São João de Deus, no Telhal, em 19 de Março de 1942; fez a profissão simples em 13 de Junho de 1943, e a profissão solene em 25 de Novembro de 1948. Foi prefeito da Escola Apostólica e fez estudos preparatórios no Telhal, continuando os cursos de filosofia e teologia no Seminário de Angra do Heroísmo, vivendo por essa altura na Casa de Saúde de São Rafael, Angra do Heroísmo, e assumido durante alguns anos o trabalho da Secretaria da mesma casa.

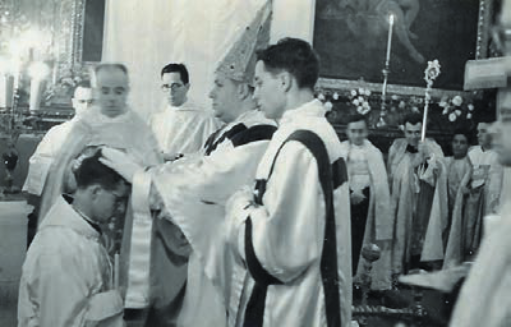
Ordenação do Padre Nuno Ferreira Filipe, 8 de Dezembro de 1954, na Igreja de Nossa Senhora da Conceição em Angra, por D. Manuel Afonso de Carvalho

Foi ordenado sacerdote com 30 anos, a 8 de Dezembro de 1954, na Igreja de Nossa Senhora da Conceição em Angra do Heroísmo, por ser o Ano Jubilar da proclamação solene do dogma da Imaculada Conceição (1854); encontrava-se então no início do último ano de Teologia.
Eleito conselheiro provincial da Ordem no triénio de 1956-1959, foi por esta altura nomeado director e redactor da revista Hospitalidade (funções que exerceu até 1972). Exerceu também o múnus de capelão da Casa de Saúde do Telhal, mantendo esta função até 1963, período em que colaborou na pastoral com as paróquias vizinhas.

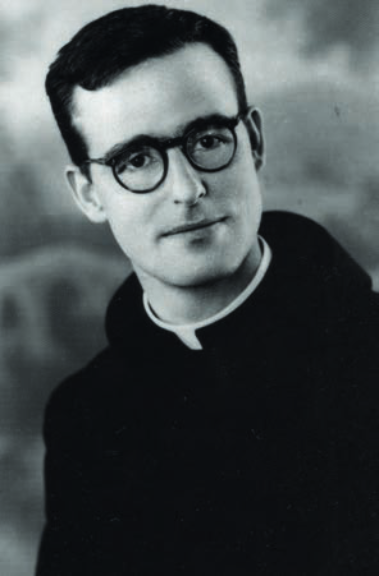
Padre Nuno Ferreira Filipe em 1957, aos 33 anos

No ano lectivo de 1963-1964, interrompeu as funções em Portugal para fazer um ano de formação de espiritualidade e pastoral em Roma; regressando ao Telhal como capelão, continuou a colaborar com outras paróquias, desta feita com a Paróquia de Algueirão-Mem Martins. De 1966 a 1968 foi nomeado mestre de noviços e capelão em Barcelos. No Capítulo Provincial de 1968, foi eleito 1.º conselheiro provincial para o triénio 1968-1971, tendo por isso regressado ao Telhal onde exerceu de novo a missão de capelão e colaborador na Paróquia de Algueirão até ser colocado no Funchal de 1983 a 2001 nas mesmas funções.
Durante este período colaborou diariamente com a imprensa e as estações de rádio locais, e, havendo na altura, muitos problemas relacionados com o alcoolismo, assumiu também um papel importante na assistência a pessoas com esta adição e às famílias a eles ligados, colaborando com a pastoral da Diocese. Colaborou além disso durante dez anos nas celebrações quase diárias do Mosteiro das Clarissas de Santo António (onde havia falecido em 1929 a Serva de Deus Madre Virgínia Brites da Paixão com fama de santidade); além disso, orientava reflexões espirituais de formação para as Irmãs.
Foi colocado em São Miguel, nos Açores, nos três anos seguintes com idênticas funções, regressando à Madeira em 2004 para o mesmo múnus donde em 20 de Setembro de 2007 foi transferido para a Comunidade de Fátima onde foi confessor do Santuário de Fátima.
Por essa altura, problemas de saúde ditam uma cada vez maior limitação física, pelo que foi mudado para a comunidade de Lisboa por forma a usufriur de melhor assistência médica e do apoio dos irmãos da sua Ordem. Em 23 de Julho de 2008, passou a ser assistido na Residência São João de Ávila, onde permaneceu até à sua morte ocorrida a 26 de Agosto de 2011. Foi sepultado no cemitério de Santa Catarina da Serra.
Em 2024, a propósito do centenário do seu nascimento, foi editado o livro Uma Força de Deus — Padre Nuno Filipe, O.H., da autoria de Tomás Freitas e com prefácio de D. Teodoro de Faria, Bispo Emérito do Funchal, dado ao prelo pela editora Lucerna. O lançamento do livro teve lugar no dia 14 de Julho, no Salão da Paróquia de Santa Catarina da Serra, Leiria, terra natal do Padre Nuno Filipe. O livro teve uma segunda apresentação no dia 7 de Outubro de 2024, na "Sacristia Nova" da Sé do Funchal, tendo como palestrantes, Santiago Miranda Martins Villalôbos, seminarista no Seminário Redemptoris Mater de Lisboa, o Padre Aires Gameiro, O.H., Nuno Rivera Ferreira, director do Posto Emissor do Funchal e o autor da obra, Tomás Freitas, tendo sido divulgadas mensagens expressivas de figuras notáveis que se associaram à cerimónia, nomeadamente o cónego Hélder Miranda Alexandre, o monsenhor Saturnino da Costa Gomes, e o cardeal José Tolentino de Mendonça; o evento terminou com algumas palavras do Bispo do Funchal, D. Nuno Brás, e teve ainda interpretações musicais da peça Gabriel's Oboe de Ennio Morricone pelo maestro Álvaro Pereira Jesus (música que o Padre Nuno Filipe utilizava, nas emissões do Posto Emissor do Funchal, como música de fundo nas suas orações), e do Panis Angélicus de César Franck por Adrian Francisco de Abreu Sousa na voz e André Rodrigues Ribeiro no órgão (a musica predilecta do Padre Nuno Filipe).

## Obra publicada
Entre muitos outros, publicou:
- O Padre Bento Menni. Telhal: Casa de Saúde do Telhal, 1961 (co-autoria de João Gameiro)
- Fr. Ricardo Pampuri e o seu exemplo. Telhal: [s.n.], 1961
- O P. Menni e a Assistência aos Doentes Mentais em Portugal. Telhal: Casa de Saúde do Telhal, 1967 (Separata da Revista Hospitalidade, n.º 128, out.–dez. 1967)
- História da Ordem Hospitaleira de S. João de Deus. Barcelos: [s.n.], 1967; 2ª ed. Barcelos: [s.n.], 1971
- S. João de Deus, Um Homem que Soube Amar. Telhal: [s.n.], 1972; 2ª ed. Lisboa: Paulistas, 1983; 3ª ed. Lisboa: Paulistas, 1990
- Cartas aos Jovens. Telhal: Ordem Hospitaleira de S. João de Deus, 1975; Porto: Edições Salesianas, 1985.
- Irmãos de S. João de Deus: 50.º Aniversário da Restauração da Província Portuguesa da Ordem Hospitaleira (1928-1978). Telhal: [s.n.], 1980.
- Dr. Herminio Pampuri: Beatificação de um Médico. Porto: [s.n.], 1981 (Separata da Revista Acção Médica)
- S. João de Deus (Resumo da sua vida e da sua obra). [s.l.]: Telhal, 1981
- Escola Apostólica: Notas históricas. Telhal: [s.n.], 1982
- S. João de Deus: Imagens da sua Vida e Ressonâncias da sua Obra. Telhal: Secretariado das Vocações dos Irmãos de S. João de Deus, 1984
- Casa de Saúde de S. João de Deus, Funchal (Resumo Histórico). Funchal: [s.n.], 1985
- Teresa de Saldanha: uma vida para os outros. Lisboa: Irmãs Dominicanas de Santa Catarina de Sena, 1990
- S. João de Deus em Verso Livre. Braga: Apostolado da Imprensa, 1991
- O segredo de um sorriso. Lisboa: Congregação de Nossa Senhora do Bom Pastor, 1993
- Irmãos de S. João de Deus: 50 Anos de Presença em África, 1943-1993. Cucujães: Editorial Missões e Hospitalidade, 1994
- São Ricardo Pampuri: Irmão Médico da Ordem de S. João de Deus. Telhal: Hospitalidade, 1995
- Irmão Manuel Maria da Cruz, passou fazendo o bem. Lisboa: Hospitalidade, 1998
- O Irmão Júlio dos Santos: Um Grande Religioso. Lisboa: Hospitalidade, 1998
- Alcoolismo e toxicodependência. Mem-Martins: Hospitalidade, 1998
- Memória Histórica: Casa de Saúde de São João de Deus: Funchal - Madeira (1924-1999=: 75 Anos da sua Fundação. Funchal: Casa de Saúde S. João de Deus, 1999
- São Bento Menni: Profeta da Hospitalidade. Madrid: Irmãs Hospitaleiras do Sagrado Coração de Jesus, 1999 (co-autoria de Manuel Iglésias)
- Ir. Ricardo Pampuri e o seu Exemplo. Telhal: Tipografia Ergoterápica do Telhal, [s.d.]
- Irmão Crespo: Um grande Hospitaleiro. Lisboa: Hospitalidade, 2003